# Championnats panaméricains de cyclisme sur piste de 2025
Navigation
Championnats panaméricains 2024 Championnats panaméricains 2026
Les championnats panaméricains de cyclisme sur piste de 2025 ont lieu du 1er au 6 avril 2025 à Asuncion, au Paraguay.

## Résultats
- (q) : bien que médaillés les coureurs suivis d'un (q) n'ont pas participé aux finales.

### Épreuves masculines
| Épreuves               | Or                                                                                             | Argent                                                                                          | Bronze                                                                                              |
| ---------------------- | ---------------------------------------------------------------------------------------------- | ----------------------------------------------------------------------------------------------- | --------------------------------------------------------------------------------------------------- |
| Kilomètre              | Nicholas Paul                                                                                  | Cristian Ortega                                                                                 | James Hedgcock                                                                                      |
| Keirin                 | Kevin Quintero                                                                                 | Nicholas Paul                                                                                   | Nick Wammes                                                                                         |
| Vitesse individuelle   | Nicholas Paul                                                                                  | Kevin Quintero                                                                                  | Cristian Ortega                                                                                     |
| Vitesse par équipes    | Trinité-et-Tobago- Ryan D'Abreau - Njisane Phillip - Nicholas Paul                             | Colombie- Rubén Darío Murillo - Kevin Quintero - Cristian Ortega                                | Mexique- Ridley Malo - Jafet López - Edgar Verdugo                                                  |
| Poursuite individuelle | Anders Johnson                                                                                 | Anderson Arboleda                                                                               | Cameron Fitzmaurice                                                                                 |
| Poursuite par équipes  | États-Unis- Peter Moore - Brendan Rhim - Anders Johnson - David Domonoske - Sean Christian (q) | Canada- Jonathan Hinse - Cameron Fitzmaurice - Ethan Powell - Sean Richardson - Chris Ernst (q) | Colombie- Juan Esteban Arango - Brayan Sánchez - Nelson Soto - Anderson Arboleda - Jordan Parra (q) |
| Course aux points      | Hugo Ruiz                                                                                      | Nelson Soto                                                                                     | Diego Rojas                                                                                         |
| Américaine             | États-Unis- Peter Moore - Brendan Rhim                                                         | Colombie- Juan Esteban Arango - Jordan Parra                                                    | Argentine- Rubén Ramos - Marcos Méndez                                                              |
| Scratch                | Cameron Fitzmaurice                                                                            | Brendan Rhim                                                                                    | Clever Martínez                                                                                     |
| Omnium                 | Peter Moore                                                                                    | Clever Martínez                                                                                 | Rubén Ramos                                                                                         |
| Course à l'élimination | Brendan Rhim                                                                                   | Jordan Parra                                                                                    | Jacob Decar                                                                                         |

### Épreuves féminines
| Épreuves               | Or                                                                              | Argent                                                                                         | Bronze                                                                         |
| ---------------------- | ------------------------------------------------------------------------------- | ---------------------------------------------------------------------------------------------- | ------------------------------------------------------------------------------ |
| Kilomètre              | Stefany Cuadrado                                                                | Hayley Yoslov                                                                                  | Juliana Gaviria                                                                |
| Keirin                 | Lauriane Genest                                                                 | Yuli Verdugo                                                                                   | Stefany Cuadrado                                                               |
| Vitesse individuelle   | Lauriane Genest                                                                 | Stefany Cuadrado                                                                               | Emily Hayes                                                                    |
| Vitesse par équipes    | États-Unis- Emily Hayes - Kayla Hankins - Hayley Yoslov - McKenna McKee (q)     | Colombie- Yarli Mosquera - Juliana Gaviria - Stefany Cuadrado                                  | Argentine- Valentina Luna - Natalia Vera - Velentina Mendez                    |
| Poursuite individuelle | Emily Ehrlich                                                                   | Ariane Bonhomme                                                                                | Skyler Goudswaard                                                              |
| Poursuite par équipes  | États-Unis- Bethany Ingram - Olivia Cummins - Reagen Pattishall - Emily Ehrlich | Canada- Lily Plante - Skyler Goudswaard - Fiona Majendie - Ariane Bonhomme - Jenna Nestman (q) | Colombie- Marcela Hernández - Camila Valbuena - Elizabeth Castaño - Lina Rojas |
| Course aux points      | Teniel Campbell                                                                 | Sofía Arreola                                                                                  | Elizabeth Castaño                                                              |
| Américaine             | Colombie- Marcela Hernández - Elizabeth Castaño                                 | États-Unis- Bethany Ingram - Olivia Cummins                                                    | Canada- Lily Plante - Fiona Majendie                                           |
| Scratch                | Yareli Acevedo                                                                  | Marlies Mejías                                                                                 | Elizabeth Castaño                                                              |
| Omnium                 | Yareli Acevedo                                                                  | Marcela Hernández                                                                              | Bethany Ingram                                                                 |
| Course à l'élimination | Yareli Acevedo                                                                  | Johanna Cortes                                                                                 | Teniel Campbell                                                                |

## Tableau des médailles
| Rang  | Nation            | Or | Argent | Bronze | Total |
| ----- | ----------------- | -- | ------ | ------ | ----- |
| 1     | États-Unis        | 8  | 3      | 2      | 13    |
| 2     | Trinité-et-Tobago | 4  | 1      | 1      | 6     |
| 3     | Colombie          | 3  | 10     | 7      | 20    |
| 4     | Canada            | 3  | 3      | 5      | 11    |
| 5     | Mexique           | 3  | 2      | 1      | 6     |
| 6     | Pérou             | 1  | 0      | 0      | 1     |
| 7     | Chili             | 0  | 1      | 2      | 3     |
| 8     | Venezuela         | 0  | 1      | 1      | 2     |
| 9     | Cuba              | 0  | 1      | 0      | 1     |
| 10    | Argentine         | 0  | 0      | 3      | 3     |
| Total | Total             | 22 | 22     | 22     | 66    |